# 浴火重生 (席琳·狄翁歌曲)
《浴火重生》（英語："Ashes"）是加拿大歌手席琳·迪翁为2018年美国超级英雄电影《死侍2》演唱的开场曲。歌曲由彼得·马丁、乔丹·史密斯 (音乐人)和泰德·T创作，泰德·T制作，史蒂夫·青木担任重混版制作。
影片导演大卫·雷奇希望为《死侍2》打造一首能支撑作品情感内核的原声歌曲，《浴火重生》由此得来。雷奇也同为制作人的主演萊恩·雷諾斯邀请迪翁录制歌曲。这首歌的目的是平衡其他电影中类似歌曲的讽刺意味，并以此作为情感代名词。歌曲的音乐视频同样由雷奇执导，迪翁和雷诺斯出演，其中在舞台上跳舞的死侍则由法国舞蹈家雅尼斯·马歇尔穿着高跟鞋扮演。
歌曲及音乐视频作为原声带的主打歌，于2018年5月3日由哥伦比亚唱片发行，随后于5月18日作为影片官方原声带《死侍2：原声音乐》的歌曲发行。歌曲重混版于5月25日上线。作品获得音乐评论人的好评，同时登上美国舞曲夜店歌曲榜冠军。

## 背景
在开发《死侍2》的时候，导演大衛·雷奇希望保留第一部作品的个人背景，聚焦于死侍的“生存危机和深刻的个人原因”，认为这比建构全球化的背景更加吸引观众。有鉴于此，雷奇计划打造一首从主体层面代表这些个人利益，贯穿剧中诸多角色的感情线，与《带走我的呼吸》和《我心永恒》一脉相承的原创歌曲。歌曲随詹姆斯·邦德风格的片头播放。

## 作曲和录制
雷奇和音乐监督约翰·胡里汉（John Houlihan）与词曲作者们一起探讨了歌曲，雷奇着重传达他的主题思想。他们“最终探讨了”由彼得·马丁、乔丹·史密斯 (音乐人)和泰德·T创作的歌曲《浴火重生》。雷奇认为歌曲非常符合主题，完全是他所想要的，很有叙事性。之后雷奇和同为主演的莱恩·雷诺斯一起讨论了他想找一位“动人心魄的当代艺人”录制这首歌的愿望。雷诺斯的建议人选是席琳·狄翁，指她不仅是“非常优秀的歌手”，还能融入到颠覆性的死侍宇宙中。雷诺斯联系了迪翁，获得对方同意。雷奇表示，她之所以决定加入，不仅因为她儿子是死侍的粉丝，还因为她“被这首歌吓了一跳”，也很了解导演他们的想法。

## 音乐录影带
雷奇和雷诺斯希望为歌曲打造一部音乐视频。雷奇最初对该想法抱有疑虑，认为观众应该在观看这部电影的时候发现这首歌，而不是透过电影的宣传活动透露这些歌，但最后还是认为歌曲是营销活动的重要部分，是“影片的中心部分”。由于雷奇和雷诺斯亲身参与视频制作，而不是直接把概念交给一位和他们没有共识的导演去执导，所以视频对他们非常重要。两人的具体想法是让迪翁真诚地表演歌曲，同时颠覆死侍的经典造型。因此，雷奇抽出时间自行执导视频。
雷奇以前是动作片导演，制作音乐视频是他一直以来的梦想。他还决定让《死侍2》的摄影乔纳森·塞拉参与拍摄，认为塞拉的丰富的摄影工作很适合这部视频。塞拉能够用他的专业知识协助雷奇。雷奇发现，音乐视频的舞蹈和电影中动作场面的布置有相似之处。视频在迪翁拉斯维加斯驻场表演地凯撒皇宫大酒店大剧场拍摄，法国舞蹈家雅尼斯·马歇尔编舞。妻子布蕾克·萊芙莉推荐马歇尔穿着高跟鞋跳舞的视频后，雷诺斯决定让马歇尔参与《死侍》电影。马歇尔花了12小时适应穿着死侍服装和高跟鞋跳舞，他表示穿这套服装跳舞是“噩梦”。雷奇说雷诺斯和迪翁都是“加拿大人的偶像”，应两个人的要求在视频结尾安排他们开玩笑的幽默镜头。

## 发行
2018年5月3日，哥伦比亚唱片以单曲形式发行该曲及其音乐视频。5月7日，歌曲登陆美国成人当代音乐电台。5月18日，哥伦比亚发行了《死侍2》的原声带。5月22日，迪翁开始将歌曲加入拉斯维加斯驻场秀的歌单。该曲同样是迪翁亚太巡演的曲目之一。

## 榜單表現
| 榜单（2018年）                              | 最高排名 |
| ------------------------------------------- | -------- |
| 澳大利亚（澳大利亚唱片业协会榜）            | 94       |
| 比利时瓦隆（Ultratip榜外單曲榜）            | 16       |
| 加拿大（Canadian Hot 100）                  | 72       |
| 加拿大（《告示牌》Canada AC）               | 41       |
| 丹麦（《告示牌》数字歌曲榜）                | 10       |
| 法国（法國唱片出版業公會單曲榜）            | 15       |
| 匈牙利（四十強單曲榜）                      | 17       |
| 新西兰（新西兰唱片音乐协会热搜榜）          | 8        |
| 魁北克（魁北克唱片演唱会视频产业协会）      | 1        |
| 蘇格蘭（官方榜单公司單曲榜）                | 19       |
| 韩国（Gaon国际下载榜）                      | 57       |
| 西班牙（西班牙音樂製作協會实体/数字单曲榜） | 44       |
| 瑞典（《告示牌》数字歌曲榜）                | 9        |
| 瑞士（瑞士热门音乐榜）                      | 65       |
| 瑞士（Media Control法語區榜）               | 11       |
| 英國（官方榜单公司單曲榜）                  | 86       |
| 美国（《告示牌》Bubbling Under Hot 100）    | 17       |
| 美國（《告示牌》成人當代單曲榜）            | 22       |
| 美國（《告示牌》Dance Club Songs）          | 1        |
| 美國（《告示牌》Billboard Digital Songs）   | 28       |

《浴火重生》位列美国舞曲夜店歌曲榜第一名，是迪翁继《Misled》（1994年7月）和《Taking Chances》（2008年2月）后第三首在该榜夺冠的歌曲。2019年11月，《公告牌》杂志指歌曲已在美国流媒体平台收听6400多万次，是迪翁在美国流媒体播放次数最多的第六首歌曲。

## 专业评价
《卫报》的伊西·桑普森（Issy Sampson）表示，回首死侍的“古怪”，歌曲实际上是“铁石心肠的席琳牌鞭炮恳求在卡拉OK哀叹五瓶幻想曲酿成的酒”。Vanyaland的尼克·约翰斯顿（Nick Johnston）认为歌曲“非常棒......如果你喜欢（迪翁牌）女声流行曲的话”，又指音调非常出色，使人不禁响起“MTV午后播出的90年代搭配视频”。Gizmodo的贝斯·埃尔德金（Beth Elderkin）指出，歌曲和音乐视频的发行让她很开心，因为迪翁和死侍合体，不过歌曲本身也是“出人意料地出色”。
ReadJunk的布莱恩·克雷姆考（Brian Kremkau）认为歌曲应该提名奥斯卡最佳原创歌曲奖，同样也赞赏1990年代风格的歌曲和音乐视频。《The Music》杂志认为歌曲和随附的视频“令人困惑地鼓舞”，NPR Music的拉斯·戈特里希（Lars Gotrich）赞赏歌曲，认为迪翁“太适合死侍了”，歌曲“犹如耳光般响亮！你懂的吧，如果席琳·迪翁的歌谣能让人拍掌的话”。《Knoxville News》作家查克·坎贝尔（Chunk Campbell）赞扬歌曲表现突出，Movie Music UK的乔纳森·布罗克斯顿（Jonathan Broxton）也认为歌曲应该提名奥斯卡奖。

## 混音版
在2017年11月凯撒宫酒店为2017年拉斯維加斯槍擊案受害者筹款的慈善演唱会上，音乐制作人史蒂夫·青木为歌曲打造了“有品位的混音版”，将其定名为“Deadpool Demix版”。该版本由索尼音樂娛樂于2018年5月25日在线发布。美国制作人DJ里德尔创作的另一个混音版也在一个月后获得官方的认可，2018年8月3日商业发行。